# Nikolett Pádár
Nikolett Pádár (* 30. März 2006 in Szeged) ist eine ungarische Schwimmerin. Sie gewann bis August 2024 bei Europameisterschaften drei Goldmedaillen, zwei Silbermedaillen und zwei Bronzemedaillen auf der 50-Meter-Bahn.

## Sportliche Karriere
Sie schwimmt voraussichtlich bis 2025 für den Verein Szegedi Úszó Egylet. Danach ist ein Studium an der Arizona State University geplant.

### Jugendjahre und Teilnahme an den Kurzbahnweltmeisterschaften 2021
Pádár war bereits 2019 im Freistilschwimmen und im Brustschwimmen erfolgreich. Ende 2019 gewann sie auf der 25-Meter-Bahn mit der Staffel ihren ersten ungarischen Meistertitel in der Erwachsenenklasse.
2021 siegte sie bei den Junioreneuropameisterschaften über 200 Meter Freistil und mit der 4-mal-200-Meter-Freistilstaffel. Hinzu kamen Bronzemedaillen mit der 4-mal-100-Meter-Freistilstaffel und mit der 4-mal-100-Meter-Lagenstaffel. Im November 2021 bei den Kurzbahneuropameisterschaften in Kasan erreichte Pádár den fünften Platz über 200 Meter Freistil. Einen Monat später bei den Kurzbahnweltmeisterschaften in Abu Dhabi belegte die ungarische 4-mal-100-Freistilstaffel mit Fanni Gyurinovics, Zsuzsanna Jakabos, Nikolett Pádár und Ajna Késely den siebten Platz. Die 4-mal-200-Meter-Freistilstaffel mit Zsuzsanna Jakabos, Fanni Gyurinovics, Nikolett Pádár und Ajna Késely wurde Fünfte.

### 2022 mit Europameisterschaftsbronze
Im Juni 2022 bei den Weltmeisterschaften in Budapest schied Pádár über 200 Meter Freistil als 18. der Vorläufe aus. Die 4-mal-100-Meter-Freistilstaffel mit Dóra Molnár, Petra Senánszky, Fanni Gyurinovics und Nikolett Pádár belegte den achten Platz. Vier Tage später wurde die 4-mal-200-Meter-Freistilstaffel mit Nikolett Pádár, Dóra Molnár, Ajna Késely und Boglárka Kapás Fünfte und war damit beste europäische Staffel. Anfang Juli bei den Junioreneuropameisterschaften siegte Pádár über 100 Meter und über 200 Meter Freistil sowie mit der 4-mal-200-Meter-Freistilstaffel. Hinzu kam eine Silbermedaille mit der Lagenstaffel und eine Bronzemedaille über 400 Meter Freistil. Eine weitere Goldmedaille gewann Pádár mit der 4-mal-100-Meter-Mixed-Freistilstaffel.
Mitte August bei den Europameisterschaften in Rom siegte die niederländische 4-mal-200-Meter-Freistilstaffel vor den Britinnen. Eine Sekunde hinter den Britinnen wurden Nikolett Pádár, Katinka Hosszú, Ajna Késely und Lilla Minna Ábrahám Dritte, die Staffel war in Rom zwei Sekunden schneller als in Budapest. Jakabos und Molnár erhielten eine Medaille für ihren Einsatz im Vorlauf. Pádár wurde außerdem Fünfte mit der 4-mal-100-Meter-Freistilstaffel und Achte über 200 Meter Freistil. In den Mixed-Wettbewerben wurde Pádár Siebte mit der 4-mal-100-Meter-Freistilstaffel und Vierte mit der 4-mal-200-Meter-Freistilstaffel. Ende August und Anfang September bei den Juniorenweltmeisterschaften in Lima siegte Pádár über 100 Meter und über 200 Meter Freistil sowie mit beiden Freistil-Frauenstaffeln. Eine fünfte Goldmedaille gewann die 4-mal-100-Meter-Mixed-Freistilstaffel.

### 2023 mit den Weltmeisterschaften
Anfang Juli 2023 bei den Junioreneuropameisterschaften in Belgrad gewann Nikolett Pádár Silber mit der 4-mal-100-Meter-Freistilstaffel. Danach siegte sie über 200 Meter Freistil, mit der 4-mal-200-Meter-Freistilstaffel und über 400 Meter Freistil. Über 100 Meter Freistil wurde sie Fünfte. Eine vierte Goldmedaille erschwamm sie mit der 4-mal-100-Meter-Mixed-Freistilstaffel.
Zwei Wochen später bei den Weltmeisterschaften in Fukuoka fehlten Nikolett Pádár über 200 Meter Freistil als Zehnter der Halbfinalläufe sieben Hundertstelsekunden zum Finaleinzug. Die 4-mal-200-Meter-Freistilstaffel mit Nikolett Pádár, Lilla Minna Ábrahám, Dóra Molnár und Ajna Késely erreichte den Endlauf und wurde Siebte. Ende 2023 bei den Kurzbahneuropameisterschaften in Otopeni wurde Pádár Sechste mit der 4-mal-50-Meter-Freistilstaffel. Über 200 Meter Freistil schlug sie als Vierte an, 0,02 Sekunden nach der drittplatzierten Britin Freya Colbert.

### 2024 mit dreimal Gold bei den Europameisterschaften und der ersten Olympiateilnahme
Im Februar 2024 bei den Weltmeisterschaften in Doha erreichte Nikolett Pádár zweimal das Finale. Sie wurde Sechste über 200 Meter Freistil. Die 4-mal-200-Meter-Freistilstaffel mit Nikolett Pádár, Lilla Minna Ábrahám, Dóra Molnár und Ajna Késely schwamm auf den achten Platz.
Im Juni 2024 bei den Europameisterschaften in Belgrad gewann die ungarische 4-mal-200-Meter-Freistilstaffel mit Pádár, Molnár, Késely und Ábrahám die Silbermedaille mit einer Sekunde Rückstand auf die israelische Staffel. Über 100 Meter Freistil wurde Pádár Dritte hinter den beiden Tschechinnen Barbora Seemanová und Barbora Janíčková, wobei Pádár nur 0,05 Sekunden hinter Janíčková anschlug aber auch nur 0,01 Sekunden vor der Zypriotin Kalia Antoniou. In der 4-mal-100-Meter-Freistilstaffel schwammen Panna Ugrai, Zsuzsanna Jakabos, Petra Senánszky und Dora Molnár die schnellste Vorlaufzeit. Im Finale waren Petra Senánszky, Minna Ábrahám, Panna Ugrai und Nikolett Pádár fünf Sekunden schneller und gewannen mit fast zwei Sekunden Vorsprung vor den Däninnen. Über 200 Meter Freistil erreichte Pádár die siebtbeste Vorlaufzeit, schied aber aus, da mit Panna Ugrai und Minna Ábrahám zwei Ungarinnen schneller waren. Die 4-mal-100-Meter-Lagenstaffel mit Lora Komoróczy, Eszter Békési, Panna Ugrai und Nikolett Pádár wurde Zweite hinter den Polinnen, Minna Ábrahám erhielt Silber für ihren Einsatz im Vorlauf. In der 4-mal-100-Meter-Mixed-Freistilstaffel waren Bence Szabados, Boldizsár Magda, Nikolett Pádár und Minna Ábrahám die Vorlaufschnellsten. Im Finale siegten Hubert Kós, Szebasztián Szabó, Panna Ugrai und Nikolett Pádár vor dem polnischen Quartett. Ebenfalls Vorlaufschnellste war die 4-mal-200-Meter-Mixed-Freistilstaffel mit Attila Kovács, Boldizsár Magda, Dora Molnár und Nikolett Pádár. Im Endlauf gewannen Richárd Márton, Balázs Holló, Minna Ábrahám und Nikolett Pádár mit fast fünf Sekunden Vorsprung.
Bei den Olympischen Spielen in Paris schied Nikolett Pádár mit der 4-mal-100-Meter-Freistilstaffel und über 200 Meter Freistil im Vorlauf aus. Die 4-mal-200-Meter-Freistilstaffel mit Nikolett Pádár, Minna Ábrahám, Ajna Késely und Panna Ugrai erreichte das Finale und belegte den sechsten Platz.